# برنيس أكيرمان
برنيس أكيرمان (بالإنجليزية: Bernice Ackerman) هي مذيعة طقس وعالمة نفس أمريكية، ولدت في 1925، وتوفيت في 1995.